# Iglesia de la Merced (San Miguel de Tucumán)
La Basílica Nuestra Señora de la Merced, también llamada Parroquia la Victoria, es una Basílica Menor de la ciudad de San Miguel de Tucumán.  Este templo es importante en la provincia, por haber sido esta ciudad, el lugar donde se encuentra la imagen de la Virgen María, en su advocación como Nuestra Señora de la Merced, nombrada por el general Manuel Belgrano como Generala del Ejército Argentino el 24 de septiembre de 1812.

## Nuestra Señora de la Merced
La Orden Mercedaria estuvo presente en San Miguel de Tucumán desde la fundación de la ciudad en 1565, y edificó su templo y su convento en Ibatín.
Cuando en 1685 la ciudad se trasladó a su ubicación actual le fue entregado a los mercedarios el solar de la actual esquina de Virgen de la Merced y 24 de Septiembre, donde se levantó el claustro y la iglesia.
En 1687 el Cabildo de San Miguel de Tucumán la nombró Patrona y Abogada de la ciudad.
Pero es a partir del año 1812 cuando el culto a nuestra Señora adquiere una solemnidad particular asumido por el pueblo, las autoridades y los jefes patrios, quienes rompiendo con los vínculos políticos de la madre patria, no rompen con la tradición mariana. Ayer, era el Cabildo y el Ayuntamiento el que proclamaba a María de las Mercedes Abogada y Protectora, hoy es el general Manuel Belgrano quien la nombra Patrona y Generala.
El Patronazgo y Generalato de Nuestra Señora fue siempre motivo de culto, puesto que se enraíza en la maternidad de María: justamente porque es madre, protege y ayuda a sus hijos, comparte con ellos, con sus tropas y estrategos sus luchas y avatares; les concede la victoria y la paz, les señala el camino de la grandeza de la Patria. En las gestas de la emancipación y en la lucha contra los enemigos es madre y es generala. Su protección y su asistencia es respuesta a la fe y a la piedad sincera de sus hijos. El primer prócer que la invoca y la llama Generala es precisamente su devoto General Manuel Belgrano y le sigue en este ejemplo el más grande de los generales, José de San Martín.
El 24 de septiembre de 1943, en su visita a Tucumán, el presidente de la Nación, general Pedro Pablo Ramírez, le impuso la faja y banda de Generala del Ejército Argentino.
En 2012, al cumplirse 200 años de la Batalla de Tucumán, se celebraron grandes actos en honor a la Virgen Generala, entre ellos el acto en Plaza Belgrano, encabezada por el gobernador de la provincia José Alperovich, y por el Nuncio Apostólico en Argentina Mons. Emil Paul Tscherrig.

## Batalla de Tucumán
El 24 de septiembre de 1812 se llevó a cabo la Batalla de Tucumán, uno de los combates más importantes de la lucha por la independencia Argentina. Unos 800 soldados argentinos, al mando del general Manuel Belgrano, derrotaron a casi 3000 soldados realistas.
En la mañana día del combate Belgrano estuvo orando largo rato ante el altar de la Virgen.
En el parte que transmitió al gobierno luego de la victoria, Belgrano hizo resaltar que se obtuvo el día de Nuestra Señora de las Mercedes, bajo cuya protección se habían puesto las tropas. El parte decía textualmente: "La patria puede gloriarse de la completa victoria que han tenido sus armas el día 24 del corriente, día de Nuestra Señora de las Mercedes bajo cuya protección nos pusimos".
Tras esa victoria, Nuestra Señora de la Merced, se convirtió en Patrona y Generala del Ejército Argentino.
En 1813 La Parroquia de La Victoria, comenzó a funcionar como tal, designada por pedido de Manuel Belgrano  y le fue asignada como Sede esta iglesia de Nuestra Señora de La Merced. Históricamente es la segunda parroquia creada en la ciudad de San Miguel de Tucumán, después de la Matriz o actual Catedral.

## Basílica de Nuestra Señora de la Merced
Según el historiador fray José Brunet, "el primitivo templo se situaba con su frente a la actual calle 24 de Septiembre y tenía una sola torre o campanario. Era de una sola nave, sin crucero ni ventanas".
Lo que no está claro es si en 1812, cuando Manuel Belgrano entregó, en modo de agradecimiento, su bastón de mando a la Virgen, la iglesia que se usaba era la primitiva o estaba en funciones la que se había comenzado a construir a fines del siglo XVIII. Hay quienes dicen que era la primera y que a su lado se veía la segunda sin terminar.
En 1834 se comenzó a edificar otro templo que quedó abandonado en 1845. Las obras fueron retomadas en 1865 y el templo fue bendecido en 1880.

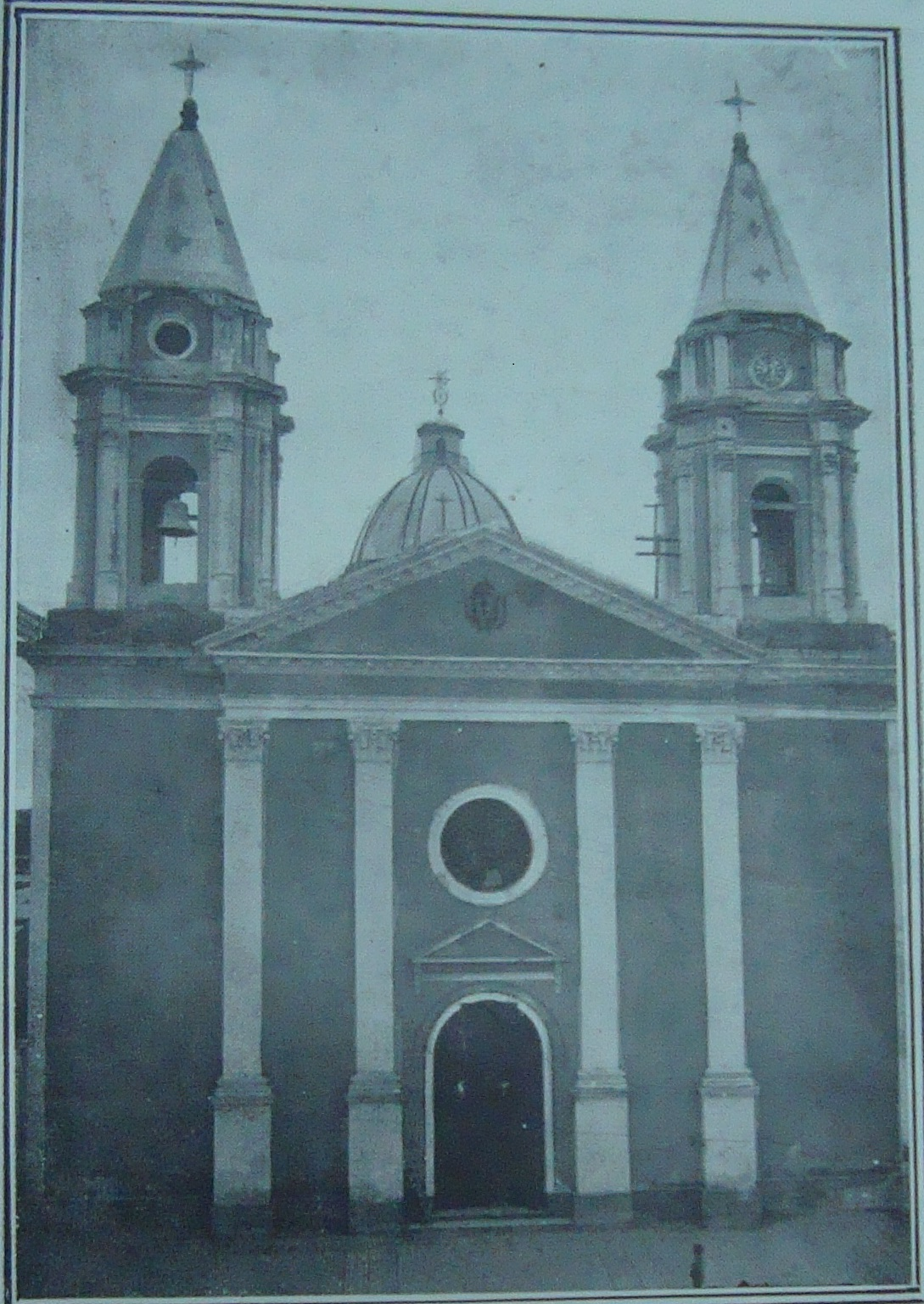
Imagen del antiguo templo de Nuestra Señora de la Merced en San Miguel de Tucumán, según imagen de 1916. Demolido para luego construir la actual Basílica.

Este templo pronto comenzó a deteriorarse. En 1914 se lo demolió en parte y en 1927 se lo derribó totalmente.
En 1947, Alfredo Guzmán y su esposa, Guillermina Leston, costearon la construcción de la iglesia actual, que fue inaugurada el 24 de septiembre de 1950. Fue construida, por encargo de Guzmán, por la empresa Sollazzo Hnos S.A. y la fachada se debe al jefe de obra, el destacado arquitecto Manuel Luis Graña (1916-1991) quien también es el autor del camarín de la Virgen (Monumento Histórico Nacional).
En esta iglesia, que posee un estilo neocolonial, se conserva la imagen de Nuestra Señora de las Mercedes que en 1812 fue declarada Generala de los ejércitos de la patria. Se guarda también el bastón con empuñadura de oro que le ofreció Manuel Belgrano al final de la Batalla de Tucumán.
El 12 de septiembre de 1997, la Comisión Nacional de Monumentos y Lugares Históricos, declaró "lugar histórico" a la parroquia y santuario de Nuestra Señora de La Merced. Por decreto de 5 de agosto de 1957, el camarín de la Virgen ya había sido declarado Monumento Histórico Nacional.
En la actualidad funcionan también allí grupos de perseverancia para jóvenes y adultos, como el Movimiento Círculos de Juventud, desde febrero de 2014; como así también Kyrios Acción Católica, y los jóvenes universitarios Emaús